# 误伤 (穹顶之下)
〈误伤〉（英語：Blue on Blue）是哥伦比亚广播公司制作的电视剧《穹顶之下》的第五集，于2013年7月22日首播。在这一集播出之后，2013年7月29日，该剧续订至第二季。

## 剧情
尽管吉姆在地下工事里发现了被囚禁的安吉，他还是继续把她锁在里面，因为他无法相信他儿子会做这样的事。同时，军队为切斯特磨坊的居民组织了一个“胜利日”活动，把穹顶下被困的人的家人和朋友全都找来了。这一天，琳达告诉她的未婚夫关于他哥哥的死，诺里见到了他曾以为永远也找不到了的亲生父亲。之后，芭比从一个驻扎的士兵处发现军队试图使用大型空爆炸弹摧毁穹顶，而这极有可能会杀死穹顶内所有的人。芭比把这个消息告诉了大吉姆，大吉姆立马命令所有人都躲进镇子里的地下防核工事，然后，他释放了被囚禁许久的安吉，小吉姆很快发现了，他在她进来之前关上了工事。
就在大部分居民在工事里躲着时，乔和诺里仍在寻找安吉。小吉姆在安吉的房子找到了她，紧接着导弹出现，他们共度了“最后一刻”，同时芭比和茱莉亚在诺里父母的请求下寻找诺里，在导弹到达时，诺里和乔拥吻在一起。
但是，导弹完全没有影响到穹顶内的人，却把外面的一切都摧毁。随后，诺里和乔发现他们拥抱时癫痫症不会再发作。牧师科金斯给大吉姆发出了最后通牒，要求他承认自己在镇子毒品丑闻的角色，但是大吉姆没有理他而前去调查穹顶的边缘。牧师科金斯偷偷靠近了大吉姆，却被他一把把头按在穹顶上。科金斯的助听器爆炸了，大吉姆干掉了科金斯。

## 制作
美国记者杰夫·格罗尔在这一集中出演他自己。布莱恩·沃恩在一次《好莱坞报道》的采访中谈到剧情时开了个玩笑：“我不太喜欢军方的计划，但是我得提一句，下个星期的那一集可是“胜利日”，切斯特磨坊镇的居民终于有接触外界的机会了，在穹顶下，他们会与不仅是他们各自所爱的人更是全世界交谈——继续得到关于穹顶更多的信息，比如世界上其他地方是否出现了穹顶。到现在，他们仍完全与全世界分离，但是现在他们会开始有大发现的。”
迪恩·诺里斯（大吉姆的扮演者） 在Zap2it网站的一次采访中提到了穹顶：“（第五集）新剧情的一部分能让我们在穹顶是什么的问题上理解的更多，并且到这一季的结尾，穹顶会变成了一个真的角色而且小孩子们真的会开始理解它。”

## 反响
| 媒体             | 得分   |
| ---------------- | ------ |
| 影音俱乐部       | B-     |
| IGN              | 7.7/10 |
| TV Fanatic       | [ 8 ]  |
| 《纽约杂志》网站 | [ 9 ]  |

### 收视
《误伤》的的观众人数和收视率与上一集相比有上涨，一共有1160万观众观看这一集，18到49岁人群收视率是2.8/8，在同时段和晚间时段排第一。

### 评价
这一集曾在2013年圣地亚哥国际动漫展上播出，观众普遍给出好评。
Zap2it网站的安德拉·莱贺给了个好评并提到了这一集结尾导弹击中穹顶之前的部分，说：“所有人准备迎接最后时刻那部分的剪辑让我们想要落泪，特别是警官琳达准备去涂掉刻着的她和丈夫姓名缩写，还有豆迪和菲尔的舞蹈。”

## 引用
1. ↑  . TheFutonCritic.com. 2013-07-22  [2013-08-06].
2. ↑  . Tvbythenumbers.zap2it.com. 2013-07-29  [2013-08-06]. （原始内容存档于2013-08-09）.
3. ↑  Suhail, Babar. . Spoilertv.com. 2013-07-09  [2013-08-06]. （原始内容存档于2013-08-20）.
4. ↑  3 WKS. . Hollywoodreporter.com. 2013-07-16  [2013-08-06]. （原始内容存档于2013-08-21）.
5. ↑  . Blog.zap2it.com. 2013-07-22  [2013-08-06]. （原始内容存档于2013-08-14）.
6. ↑  Von, Scott. . The A.V. Club. 2013-07-22  [2013-08-06]. （原始内容存档于2013-07-26）.
7. ↑  Matt Fowler 22 Jul 2013. . Ca.ign.com. 2013-07-22  [2013-08-06].
8. ↑  . TV Fanatic. 2013-07-23  [2013-08-06]. （原始内容存档于2013-07-31）.
9. ↑  Dionne, Zach. . Vulture. 2013-07-23  [2013-08-06]. （原始内容存档于2013-07-29）.
10. ↑  . Tvbythenumbers.zap2it.com.   [2013-08-06]. （原始内容存档于2013-07-26）.
11. ↑  Frater, Patrick. . Variety. 2013-07-21  [2013-08-06]. （原始内容存档于2013-07-23）.
12. ↑  . Blog.zap2it.com. 2013-07-22  [2013-08-06]. （原始内容存档于2013-08-20）.